# Xanthosoma platylobum
Xanthosoma platylobum là một loài thực vật có hoa trong họ Ráy (Araceae). Loài này được (Schott) Engl. miêu tả khoa học đầu tiên năm 1878.